# Tonnac
Tonnac (okzitanisch Totnac) ist eine französische Gemeinde mit 105 Einwohnern (Stand: 1. Januar 2022) im Département Tarn in der Region Okzitanien. Sie gehört zum Arrondissement Albi und zum Kanton Carmaux-2 Vallée du Cérou.
Die Einwohner werden Tonnacois und Tonnacoises genannt.

## Geographie
Tonnac liegt in der Région naturelle Gaillacois, rund 27 Kilometer nordwestlich von Albi und rund 63 Kilometer nordnordöstlich von Toulouse. Das Gemeindegebiet wird vom Ruisseau de Vervère, dem Ruisseau de Duéze und zwei weiteren kleineren Wasserläufen entwässert.

### Nachbargemeinden
Umgeben ist Tonnac von den Nachbargemeinden Roussayrolles im Norden und Nordwesten, Marnaves im Nordosten, Labarthe-Bleys im Osten, Vindrac-Alayrac im Südosten, Itzac im Süden und Westen sowie Vaour im Westen.

## Bevölkerungsentwicklung
| Jahr                       | 1962 | 1968 | 1975 | 1982 | 1990 | 1999 | 2006 | 2013 | 2020 |
| Einwohner                  | 128  | 121  | 122  | 126  | 129  | 136  | 128  | 125  | 98   |
| Quellen: Cassini und INSEE |      |      |      |      |      |      |      |      |      |

## Sehenswürdigkeiten

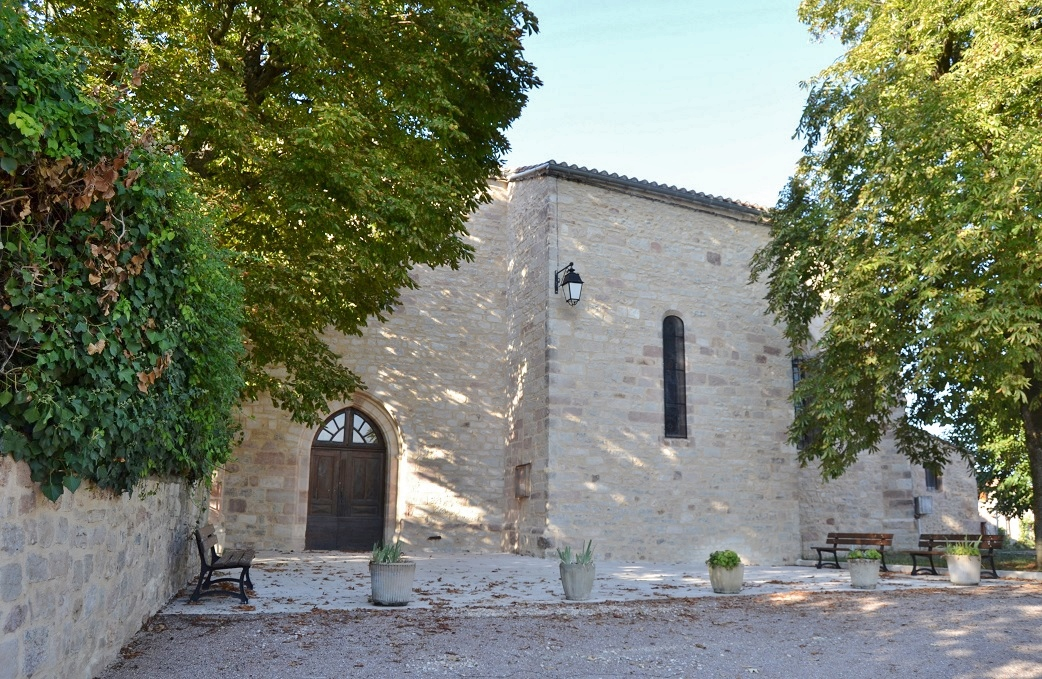
Pfarrkirche Saint-Pierre

- Pfarrkirche Saint-Pierre